# Muzeum Miasta Słupska w Słupsku
Muzeum Miasta Słupska „Leśny Kot” w Słupsku – prywatne muzeum z siedzibą w Słupsku. Placówka działa na terenie Centrum Edukacji, Rekreacji i Promocji Miasta Słupska „Leśny Kot” w Lasku Północnym i jest prowadzona we współpracy ze Stowarzyszeniem Przyjaciół Ziemi Słupskiej.
Siedzibą muzeum jest budynek powstały w 1912 roku, w którym przed II wojną światową mieściła się restauracja „Waldkater” („Leśny Kot”). W czasie wojny prawdopodobnie obiekt został zajęty pod porodówkę organizacji Lebensborn. Natomiast po zakończeniu działań wojennych pełnił funkcje sanatoryjne: najpierw w strukturach słupskiego Miejskiego Handlu Detalicznego, a od lat 50. XX wieku – jako państwowe prewentorium gruźlicze. W latach 1981–2010 budynkiem zarządzała obecna Akademia Pomorska w Słupsku. W 2010 roku obiekt został wystawiony na sprzedaż. Nabyty przez prywatnych inwestorów budynek został poddany remontowi, a w kwietniu 2012 roku w jego salach uruchomiono Muzeum Miasta Słupska. 
W dwóch z trzech sal muzealnych prezentowane są eksponaty związane z dziejami miasta do 1945 roku. Zbiory obrazują m.in. historię miasta (widokówki, mapy, zdjęcia, medale, numizmaty) oraz przemysłu (browarnictwo, mleczarstwo wraz ze „Słupskim chłopczykiem”, gorzelnictwo) i rzemiosła. Prezentowane są również wystawy poświęcone niemieckiemu 5 Pułkowi Huzarów oraz Heinrichowi von Stephanowi – jednemu z założycieli Światowej Unii Pocztowej.

Trzecia sala poświęcona jest powojennej historii Słupska oraz kojarzonych z nią: Szkole Policji, Festiwalowi Pianistyki Polskiej oraz Karczmie Słupskiej.
Muzeum jest obiektem całorocznym, czynnym codziennie, z wyjątkiem poniedziałków. Wstęp jest płatny.